# 安德烈亞·安東內利
安德烈亞·安東內利（義大利語：Andrea Antonelli，1988年1月17日—2013年7月21日），是意大利的摩托車選手。

## 死亡
安德烈亞·安東內利於2013年7月21日在莫斯科參加2013年世界超級摩托車錦標賽。他因摔倒而遭受頭部外傷，後來因傷而死，終年25歲。